# Abby Aldrich Rockefeller
Pour les articles homonymes, voir Rockefeller et Abby Rockefeller (homonymie).
Abby Aldrich Rockefeller, née le 26 octobre 1874 à Providence (Rhode Island) et morte le 5 avril 1948 à New York, est une socialite et philanthrope américaine.
Grâce à son mariage avec le financier et philanthrope John D. Rockefeller Jr., elle est devenue un membre éminent de la famille Rockefeller. Surnommée « femme de la famille » (woman in the family), elle est connue pour être la force motrice de la création, en novembre 1929, du Musée d'art moderne de New York (MoMA).

## Biographie
Abby Aldrich Rockefeller est née à Providence, au Rhode Island, du sénateur Nelson Wilmarth Aldrich et d'Abigail Pearce Truman Chapman.
Mariée avec John Davison Rockefeller Junior le 9 octobre 1901, elle a eu six enfants :
- Abigail Aldrich "Abby" Rockefeller (en) (9 novembre 1903 - 27 mai 1976)
- John Davison Rockefeller III (21 mars 1906 - 10 juillet 1978)
- Nelson Aldrich Rockefeller (8 juillet 1908 - 26 janvier 1979)
- Laurance Spelman Rockefeller (26 mai 1910 - 11 juillet 2004)
- Winthrop Aldrich Rockefeller (1er mai 1912 - 22 février 1973)
- David Rockefeller (12 juin 1915 - 20 mars 2017)

Elle est à l'origine de la création du Museum of Modern Art de New York.